# Aeroporto Internacional Carriel Sur
O Aeroporto Carriel Sur é um aeroporto internacional situado na cidade de Talcahuano, na Grande Concepción, no Chile.
Este aeroporto está situado a sudeste de Talcahuano. É o aeroporto mais importante da Região de Bío-Bío, e o segundo maior do país, com lotação para um milhão de passageiros. E nele funcionam duas companhias aéreas: a LAN Chile e a Sky Airline. O aeroporto é usado pelos habitantes da Grande Concepción e da VIII Região do Bío-Bío.
Este aeroporto foi inaugurado em 1968, substituindo o Hualpencillo Aeródromo. Em 2001 foi construído a sua nova estação com estacionamento gratuito e estacionamento para os aviões, e que tem quatro mangas de embarque e uma instalação para tratamento de águas residuais.